# David Ortlieb
David Ortlieb, né le 22 mars 1725 à Ribeauvillé (Haut-Rhin), mort le 3 juillet 1801 à Ribeauvillé (Haut-Rhin), est un général de brigade de la Révolution française.

## États de service
Il entre en service le 1er juin 1741, comme soldat au régiment suisse Salis-Grisons, et il fait les campagnes en Italie de 1743 à 1748. Il est nommé enseigne le 20 juillet 1746, sous-lieutenant le 4 décembre 1747, et lieutenant le 4 juin 1748. Il participe à la guerre de Sept Ans en Allemagne de 1757 à 1762, et il est admis à la retraite avec pension le 7 août 1763. Il reçoit la croix du mérite militaire le 6 février 1774.
Le 11 août 1792, il reprend du service avec le grade de lieutenant-colonel, chef du 4e bataillon de volontaires du Haut-Rhin, et il est promu général de brigade le 25 septembre 1793 à l’armée du Rhin. En octobre 1793, il commande Neuf-Brisach, puis Huningue, le 14 novembre suivant. Le 13 juin 1795, il n’est pas compris dans la réorganisation des états-majors, et il est autorisé à prendre sa retraite le 1er septembre 1795.
Il est admis à la retraite le 27 juin 1796.
Il meurt le 3 juillet 1801, à Ribeauvillé.

## Sources
- (en) « Generals Who Served in the French Army during the Period 1789 - 1814: Eberle to Exelmans »
- Étienne Charavay, Correspondance général de Carnot, tome 4, imprimerie Nationale, 1907, p. 112.
- (pl) « Napoléon.org.pl »